# Dave Davies
David Russell Gordon "Dave" Davies, född 3 februari 1947 i Fortis Green, Haringey, London, är en brittisk sångare och gitarrist. Han var sologitarrist, andra sångare och andra låtskrivare i det brittiska rockbandet The Kinks. Bandets ledare och huvudsakliga låtskrivare var hans bror, Ray Davies. 
Dave Davies hade mindre hits, och skrev eget material, varav hans mest uppmärksammade verk var "Death of a Clown" som släpptes som singel 1967. I och med att låten blev en hit övervägde Davies att starta solokarriär, men det skulle dröja ända till 1980-talet innan detta blev verklighet.
Tidskriften Rolling Stone rankade 2003 Davies som nummer 88 av de 100 största gitarristerna genom tiderna.

## Diskografi
Studioalbum
- 1980 – AFL1-3603
- 1981 – Glamour
- 1983 – Chosen People
- 2002 – Bug
- 2007 – Fractured Mindz
- 2013 – I Will Be Me
- 2014 – Rippin' Up Time

Livealbum
- 2000 – Solo Live
- 2000 – Rock Bottom: Live at the Bottom Line
- 2005 – Transformation
- 2006 – Kinked
- 2008 – Belly Up
- 2015 – Rippin' Up New York City

Samlingsalbum
- 1987 – The Album That Never Was
- 1997 – Unfinished Business
- 2011 – Hidden Treasures